# Marlo Kelly
Marlo Kelly är en australisk skådespelare.
Kelly har bland annat medverkat i TV-serierna 3 Body Problem och Dare Me.

## Filmografi (i urval)
- 2019–2020 – Dare Me (TV-serie)
- 2024 – 3 Body Problem (TV-serie)